# Tsjebak
De Tsjebak (Russisch: Чебак) of Siberische voorn (Russisch: сибирская плотва; Sibirskaja plotva, Latijn: Rutilus rutilus lacustris) is de Russische benaming voor een ondersoort van de blankvoorn, die voorkomt in de Oeral (gebergte) en Siberië. 
De vis komt veel voor in de rivieren Tobol, Irtysj (rivier) en Iset en in de meren van Siberië, de Oeral en het Russische Verre Oosten. Ook komt de tsjebak veel voor in de Jakoetse rivieren (met name in de Indigirka en de Kolyma) en de rivieren van kraj Transbajkal (de Chilok en de Tsjikoj).
Van alle zoetwaterondersoorten van de blankvoorn wordt binnen Rusland alleen de Tsjebak vanwege zijn grote voorkomen op industriële schaal bevist, vanwege de snelle groei en reproductie van deze ondersoort. Het dier kan een gewicht bereiken van 700 gram.
De Tsjebak wordt net als andere voornen aangetroffen in kleine en grote rivieren, vijvers, meren en stuwmeren. Deze ondersoort eet voornamelijk algen, waterplanten, larven van verschillende insecten, weekdieren en andere organismen. In de Siberische dorpen wordt de tsjebak meestal gebakken of gedroogd gegeten. Kleinere exemplaren wordt gebruikt voor het voeren van katten en vogels.
De naam wordt binnen Rusland ook gebruikt voor grote oude brasems (in het zuiden van Europees Rusland), blauwbanden in de Amoerrivier, een vissoort die alleen in het Kirgizische Issyk Koelmeer voorkomt en voor een vissoort in de Wolga.